# Goethe-Gymnasium Germersheim
Das Goethe-Gymnasium Germersheim (kurz: GGG) ist das einzige Gymnasium der Stadt Germersheim in Rheinland-Pfalz. Es steht in der Tradition der 1825 als Privatschule gegründeten und 1827 verstaatlichten „Lateinischen (Vorbereitungs-)Schule“, der, zeitweise zur Realschule degradiert, später auch die ortsansässige Höhere Töchterschule angegliedert wurde. Heute zeichnet es sich dadurch aus, dass es viele Projekte, die von der Landesregierung an einzelne Schulen vergeben werden (so beispielsweise die Ganztagsschule oder das BEGYS-Projekt), fördert. Es ist nach Johann Wolfgang von Goethe (1749–1832) benannt.

## Geschichte

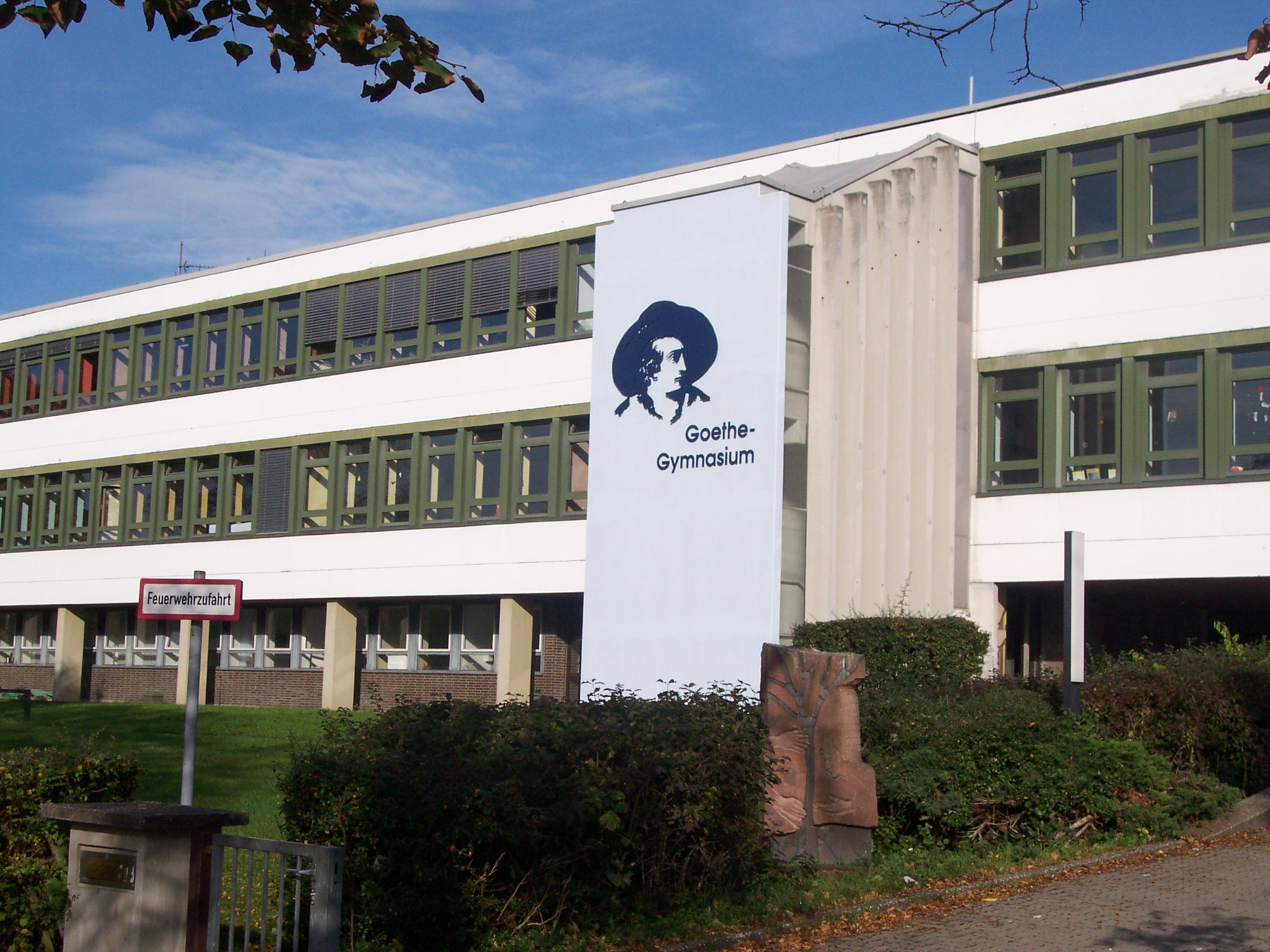
Der (heutige) Hauptbau des neuen Gymnasiums

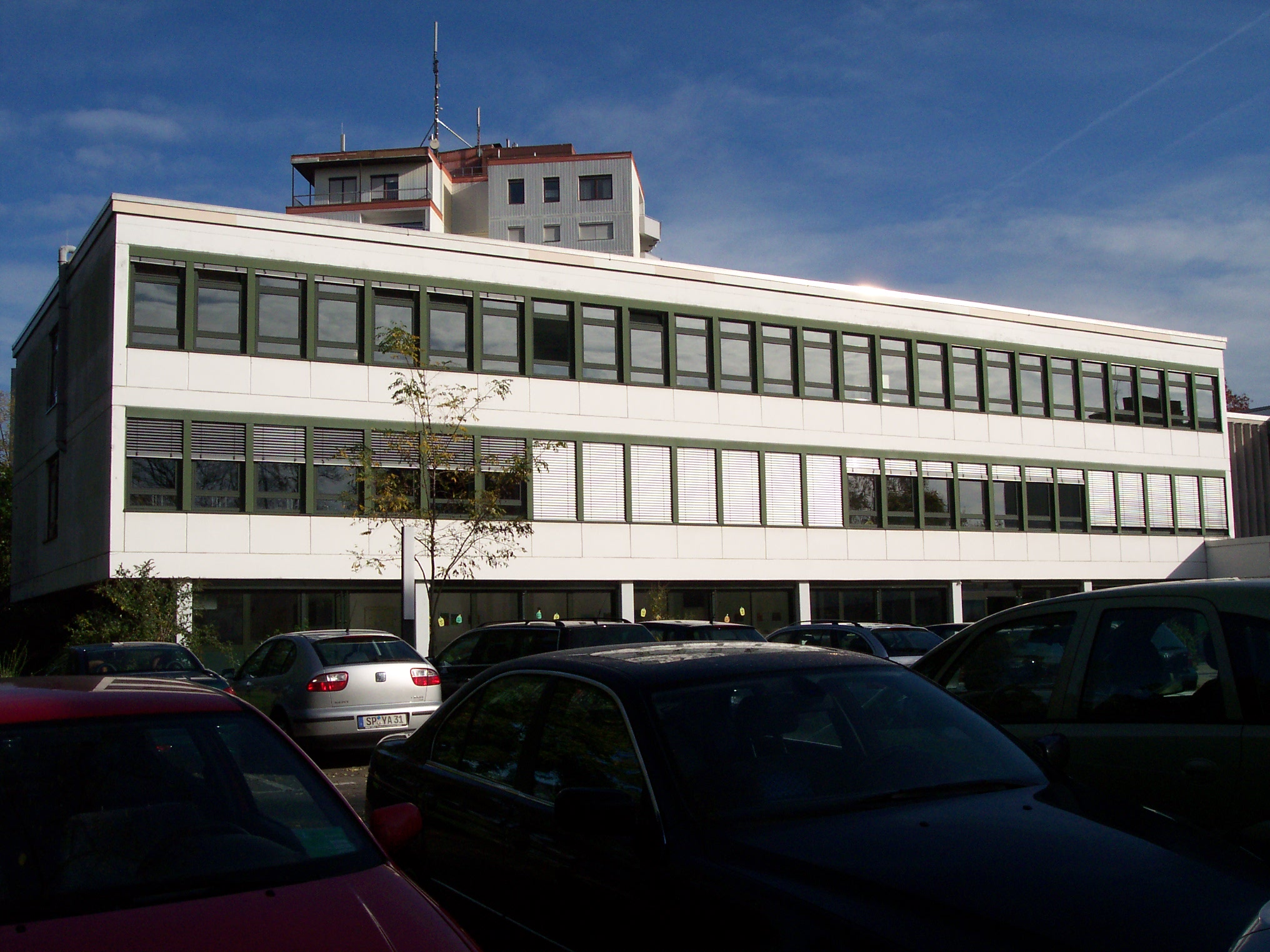
Der erste Anbau an das Gebäude („Westbau“)

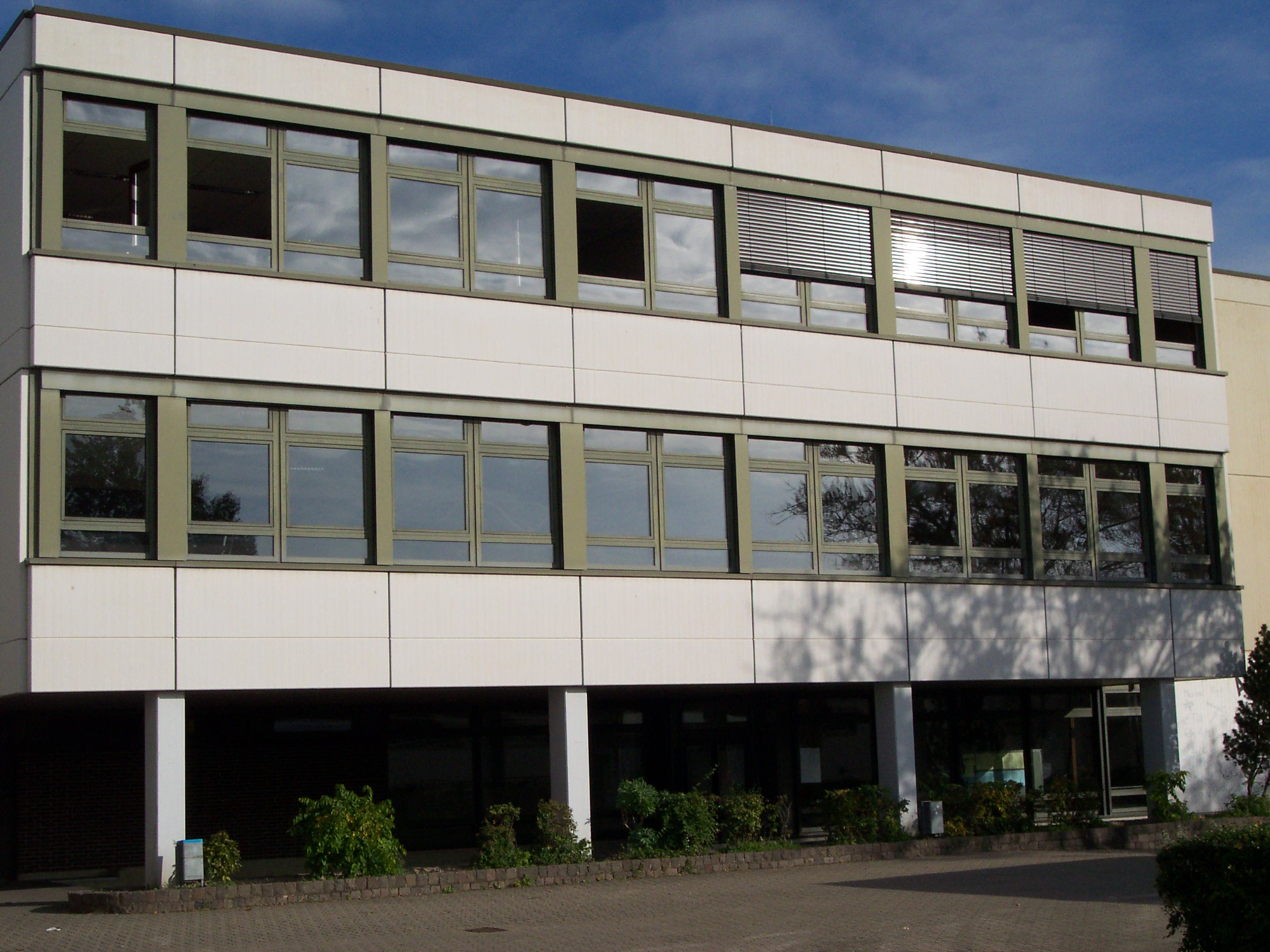
Der zweite Anbau an das Gebäude („Mittelbau“)

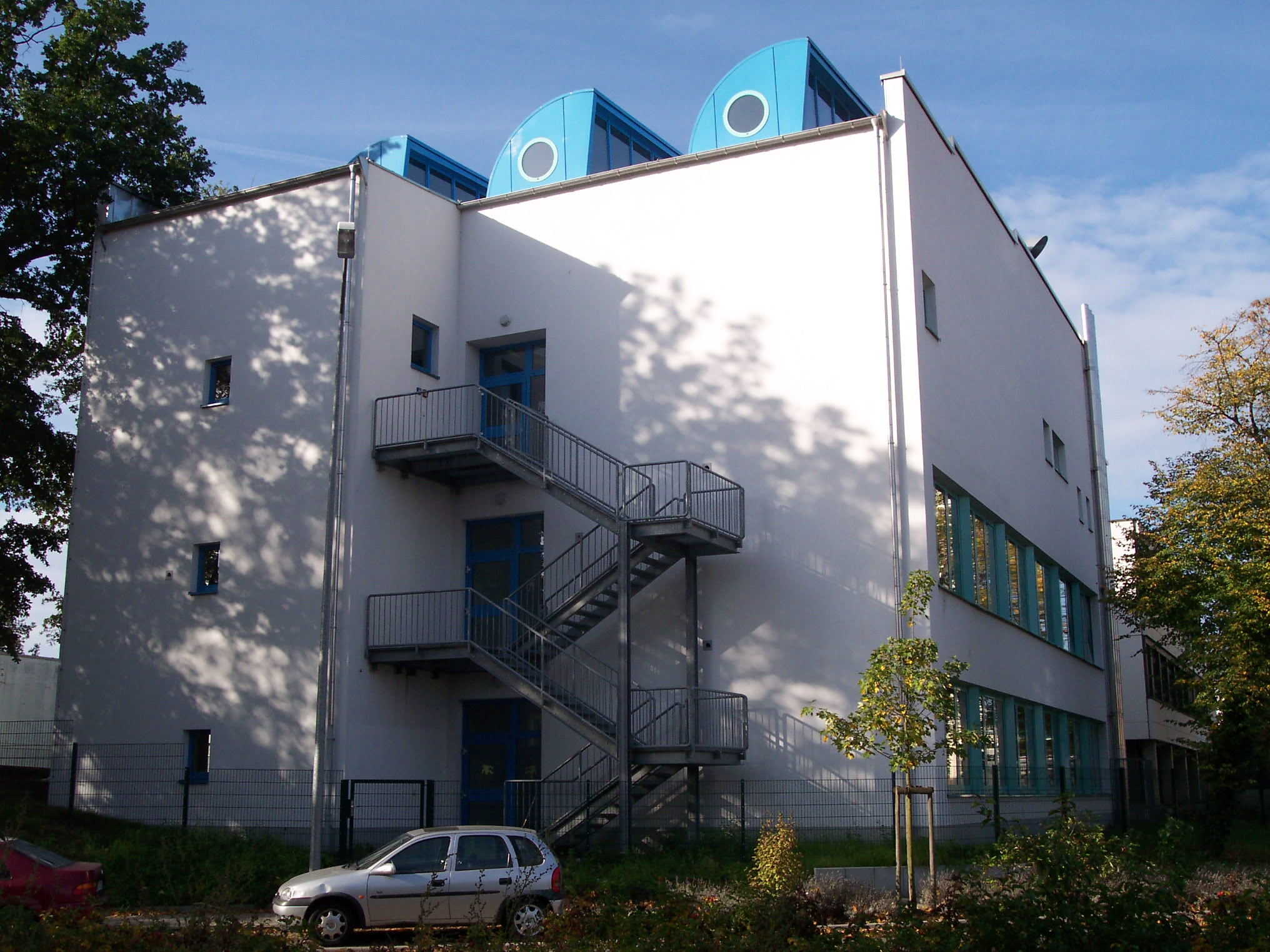
Der dritte Anbau an das Gebäude („Ost-“ oder „Neubau“)

Zum ersten Mal wird im Jahre 1594 in Germersheim ein „lateinischer Schulmeister“ erwähnt, obwohl ein Mönchslehrer bereits 1490 belegt ist. Spätestens im 18. Jahrhundert suchte die pfälzische Regierung gezielt nach Lateinlehrern, ein erster wurde 1699 eingestellt. Zu der Zeit, als die Stadt unter französischer Herrschaft stand, und kurz darüber hinaus (1793–1816) wurde dieser jedoch durch einen Französischlehrer ersetzt.
Der Beschluss zur eigentlichen Gründung einer höheren Schule erfolgte durch Abstimmung im Stadtrat am 11. April 1825. Da die bayerische Regierung jedoch mehrere Anforderungen stellte, die die Stadt zu diesem Zeitpunkt noch nicht erfüllen konnte, verzögerte sich eine Einrichtung um mehrere Jahre; erstmals erblickte die „Privatvorbereitungsschule“ bzw. „Privatschule“ am 10. November 1825 das Licht der Welt, die durch die Königliche Regierung des Rheinkreises am 11. September 1827 die Genehmigung als „Lateinische Vorbereitungsschule“ erhielt.
Zu Beginn hatte die Schule lediglich eine Ober- und eine Unterabteilung und einen Lehrer; der Unterricht bestand aus den Fächern Religion, Deutsch, Latein, Französisch, Arithmetik, Geographie und Naturkunde, später kamen noch Griechisch, Geschichte, Gesang, Schönschreiben und Zeichnen hinzu. Der Unterricht wurde in einem freistehenden Saal des damaligen Volksschulgebäudes (heutige Stadtbücherei) erteilt. Zum Schuljahr 1829/30 wurde eine zweite Klasse mit ebenfalls je einer Ober- und Unterabteilung eingerichtet und es kam ein weiterer Lehrer hinzu; im gleichen Jahr jedoch noch, am 22. September 1830, wurde die Einrichtung einer vollständigen Schule mit drei Lehrern und vier Klassen unter dem Namen „Bezirksschule“ genehmigt. Aus Platzgründen verlegte man die Institution in das oberste Stockwerk des „neuen Rathauses“ (heute Stadthaus), um sie 1834 wiederum ins Volksschulgebäude zurückzutransferieren. Vier Jahre später wurde sie in eine von der Stadt gemietete Kneipe verlegt. Zwischen 1836/37 und 1841 gab es weiterhin eine spezielle Klasse für Schüler, die eine Jahrgangsstufe wiederholten, die „Selecta“.

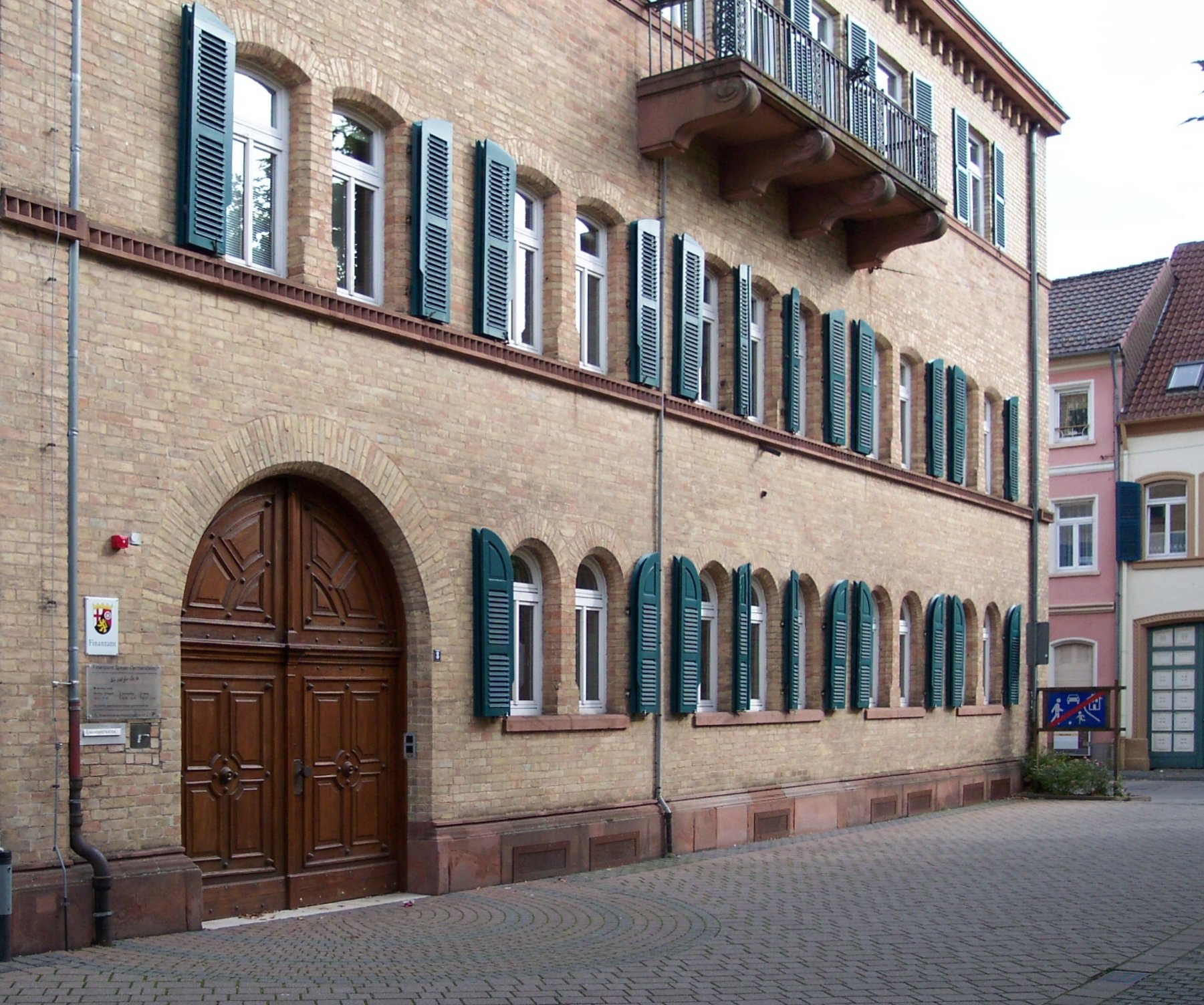
Ehemaliges Gebäude der Lateinschule, heute Finanzamt

1839 beschloss der Stadtrat den Bau eines eigenen Schulgebäudes. Zum Schuljahre 1840/41 (am 11. Juli 1840) wurde es eröffnet und die Schule selbst in „Lateinische Schule“, später verkürzt auf „Lateinschule“, umbenannt, obschon der Bau selbst erst 1841 vollendet wurde. 1855/56 kam eine vierte Lehrkraft hinzu, neun Jahre später außerdem eine fünfte und eine fünfte Klasse.
Jedoch soll auch die Existenz eines ehemaligen Lyzeums mit dem Namen „Höhere Töchterschule“ nicht verschwiegen werden: Erstmals gegründet wurde sie als Privatschule der Dirmsteinerin Susanne Wüst am 30. August 1864. Am 1. Mai 1870 wurde sie städtisches Institut, um nach knapp zwölfjahrigem Bestehen am 15. April 1882 aufgelöst zu werden. Späterhin (zum 1. Mai 1892) gründete man sie jedoch neu; zunächst unterrichteten zwei Lehrerinnen vier, ab dem 1. Mai 1894 drei Lehrerinnen fünf Klassen.

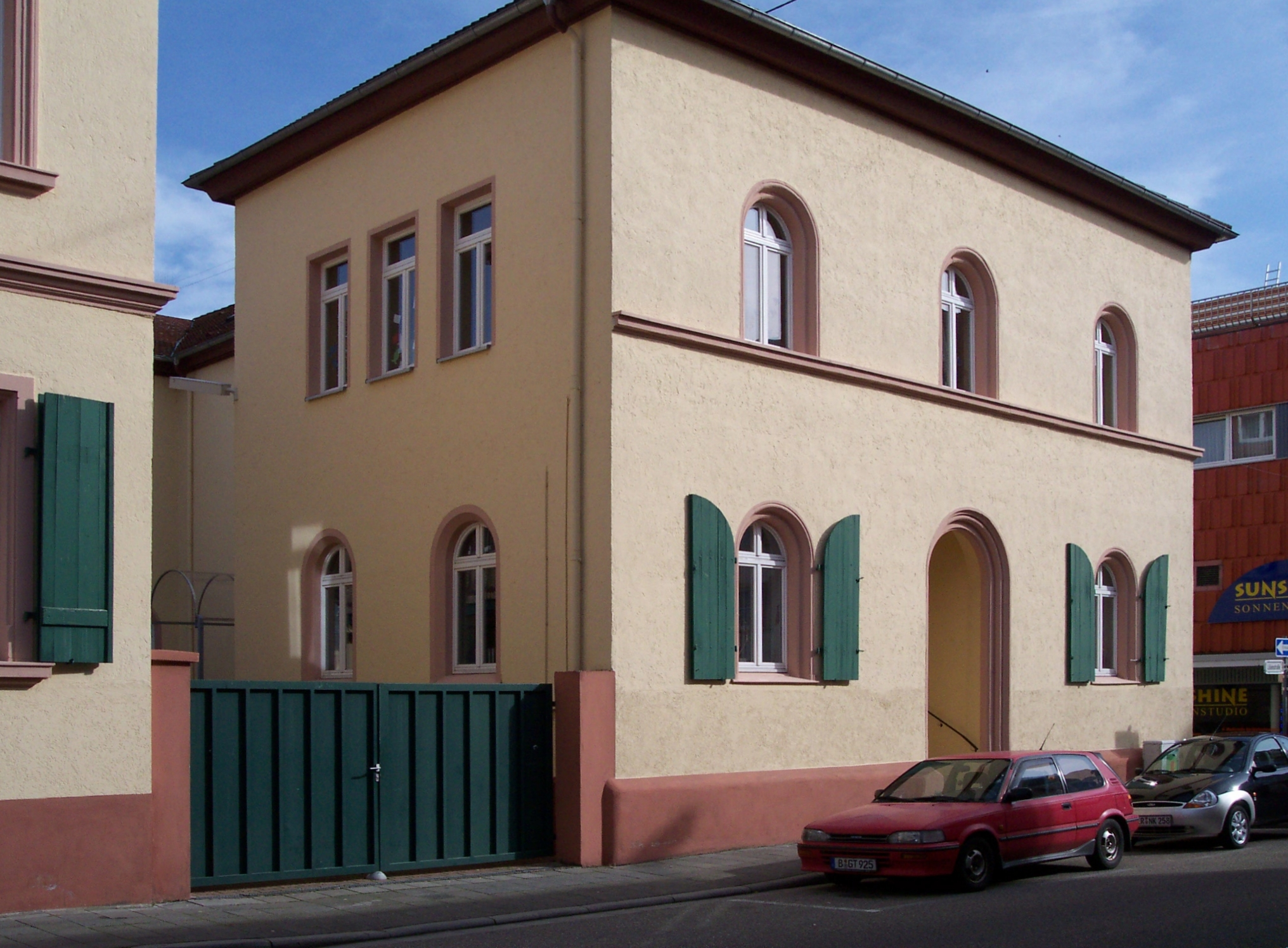
Ehemaliges Gebäude des Progymnasiums, heute Tagewerk der Jugendhilfe

1894 wurde der Ausbau der Schule zu einem Progymnasium mit sechs Lehrern und Klassen beschlossen. Dafür wurde gegenüber dem Lateinschulgebäude ein neues Gebäude für 9350 ℳ errichtet, das, im Herbst 1895 vollendet, mit dem Sommersemester 1896 bezogen wurde.
Das nächste Ereignis, das für das Progymnasium von Bedeutung war, war der Ausbruch des Ersten Weltkrieges: Die städtische Militärbehörde beschlagnahmte fünf der Unterrichtsräume und funktionierte sie zu Lazaretten um; der Unterricht wurde in andere Gebäude verlegt. Im Schuljahr 1916/17 wurden zwei der Lehrer zum Kriegsdienst einberufen. Die durch den Vertrag von Versailles bestimmte Abrüstung des Deutschen Reiches sowie die Festungsschleifung und das damit verbundene Abwandern der Offiziersfamilien begünstigten einen rapiden Schülerschwund nach dem Krieg. Da weder der Versuch des Katholischen Pfarramtes und der Anstaltsleitung, die Schule zu einem katholischen Knabeninternat zu machen, noch der Antrag des Direktorats, Realschulklassen an das Gymnasium anzufügen, fruchteten, wurde sie mit Wirkung zum 1. Mai 1924 in eine Realschule umgewandelt. Damit wurde der Sprachunterricht von Latein und Griechisch auf Französisch und Englisch verändert; an der Schule waren sechs Lehrer tätig. Bis 1929/30 erhöhte sich die Schülerzahl wieder auf etwa einhundert und die Lehrerzahl auf acht (zuzüglich Nebenlehrern für Religion, Turnen und Musik).
Am 15. März wurde die Höhere Mädchenschule als städtische Lehranstalt aufgelöst. Zwar wurde sie noch drei Jahre lang unter der Leitung der Speyerer „Armen Schulschwestern“ weitergeführt, doch dies war fortan nur noch eine Bekenntnisschule. Infolgedessen wurden bereits ab 1929 auch Mädchen auf der Germersheimer Realschule zugelassen.
Da es ab 1937 Streitigkeiten mit auswärtigen Schülern wegen der Zugverbindungen gab, wurde im ehemaligen SA-Heim (heute abgebrochenes Gebäude) ein Internat eingerichtet, für dessen Verpflegung die Wehrmacht sorgte. Durch den Widerstand der Eltern hatte es jedoch nur bis zum 1. September 1939 bestand. Auch im Zweiten Weltkrieg wurde das Schulgebäude durch das Militär in Besitz genommen, von Ferien abgesehen fiel der Unterricht siebzig Tage lang aus. Verhandlungen mit der Wehrmacht ließen die Schule jedoch mehr schlecht als recht am Leben erhalten. Obwohl die oberen Klassen allesamt einberufen wurden, bekamen Luftwaffenhelfer aus anderen Stützpunkten in der Nähe hier ihren Unterricht, weshalb zusätzliche Lehrkräfte aus Speyer, Ludwigshafen und Landau ebenfalls an die Schule kamen. In Anbetracht der Luftangriffe wurde der Unterricht immer häufiger im Keller der Anstalt oder der Seysselkaserne, wohin letztlich auch die Schulverwaltung verlegt wurde, abgehalten. Infolge des Räumungsbefehles Ende März 1945 wurde auch der Schulbetrieb für etwa sechs Monate stillgelegt.
Da das Schulgebäude die Franzosenzeit nach dem Krieg unbeschadet überstand, wurde im September des Jahres beschlossen, Dr. Dimmler anzuweisen, es wieder unterrichtsfähig zu machen. Notdürftig wurde die im Krieg beschädigte Ausstattung wieder zusammengerückt, die ortsansässige Bevölkerung, insbesondere die Geistlichkeit, bildete einen provisorischen Lehrkörper. Die Speyererin Maria Orth übernahm die Leitung der Schule, da die Entnazifizierungsbehörde sonst eine Wiedereröffnung vereitelt hätte. Es meldeten sich wesentlich mehr Schüler wieder zur Schule, als es Studienplätze gab. 1946 wurde die Realschule wieder feierlich zum Mathematisch-Naturwissenschaftlichen Progymnasium erhoben, es trug auch den Namen „Mathematisch-Naturwissenschaftliches Gymnasium (Germersheim)“
1950 hatte die Schule bereits wieder acht Lehrer vorzuweisen. Durch Vorträge, Sach- und Geldspenden und eigene Anfertigungen wurde wieder ein mäßiges, zum Unterricht in naturwissenschaftlichen Fächern benötigtes, Material herbeigeschafft. Endgültig wurde die Schule am 28. März 1958 zur Vollanstalt, in der Zwischenzeit füllten sich die Schulbänke weiter. Zum Schuljahr 1959/60 wurde die Schule in ein neusprachliches Gymnasium umgewandelt („Neusprachliches Gymnasium“, später auch „Neusprachliches und Mathematisch-Naturwissenschaftliches Gymnasium“), die Sprachreihenfolge betrug Englisch, Latein, Französisch.
Am 5. September 1962 fand die feierliche Grundsteinlegung des heutigen Schulbaues statt, der zum Schuljahr 1964/65 bezogen wurde; in diesem Gebäude ist heute der Hauptbau der Schule mit (neben regulären Klassensälen) den Fachsälen für Biologie und Physik, sowie die Aula untergebracht.

## Projekte

### Bilingualer Unterricht
Im Goethe-Gymnasium Germersheim wird seit dem Schuljahr 1990/91 bilingualer Unterricht angeboten. Er beginnt in der sechsten Klasse als „Englisch-Bilingualer Unterricht“ („EBZ“) und dauert bis zur Vollendung des sechsten Schuljahres an. Er erfolgt in Form zweier zusätzlicher Unterrichtsstunden. Nach diesem Jahr werden erneut die fähigsten Schüler ausgewählt, für die dann, mit Zustimmung der Eltern, der bilinguale Unterricht über die Sekundarstufe I obligatorisch ist. In diesem Falle wird ein Fach (während der siebenten und achten Klassenstufe Erdkunde, während der neunten und zehnten Geschichte) in Englisch abgehalten und eine zusätzliche Unterrichtsstunde in Deutsch kommt hinzu. Während der MSS wird zusätzlich zu dem gemeinschaftskundlichen Kurs noch einige Wochenstunden in Englischer Sprache unterrichtet.

### Begabtenförderung
Am Goethe-Gymnasium Germersheim existiert das Projekt „Begys“ („Begabtenförderung des Gymnasiums“) zur Förderung besonders begabter Schüler. Die Empfehlung für die Teilnahme wird Ende des sechsten Schuljahres durch die Lehrerkonferenz ausgesprochen, die letztliche Entscheidung darüber liegt bei den Eltern und den Schülern selbst. Die eigentliche Förderung besteht in den Schuljahren sieben, acht und zehn und darin, dass der Schulstoff der eigentlich vier auf drei Jahre komprimiert wird, sodass die neunte Jahrgangsstufe ausfällt. Naheliegenderweise sind die Schüler dieser „Projektklasse“ immer nur in einer Klasse pro Jahrgang organisiert, die immer den Buchstaben „y“ erhält. Die Messzahl für das Zustandekommen einer Projektklasse sind zwanzig Schüler, die offizielle Mindestzahl beträgt also achtzehn ({\displaystyle {\text{Messzahl}}\cdot 90\,\%=18}), doch gab es bereits eine Begys-Klasse mit siebzehn Schülern, eine 8y (Schuljahr 2006/07) bestand sogar nur aus sechzehn. Nach diesen drei Jahren werden die ehemaligen Begys-Schüler in die regulären MSS-Kurse integriert.

### Naturwissenschaftlicher Unterricht
Das Projekt zur Förderung des Unterrichtes in naturwissenschaftlichen Fächern wird am Germersheimer Gymnasium für „interessierte“ Schüler angeboten, wobei die Klassenkonferenz festlegt, ob „Interesse“ vorhanden ist oder nicht, die letztliche Entscheidungsgewalt über die Teilnahme obliegt jedoch den Erziehungsberechtigten. Es besteht aus bis zu dreißigköpfigen Lerngruppen in den Schuljahren sechs bis zehn. Es wird jeweils nur eins der beiden Zusatzfächer pro Schulhalbjahr unterrichtet. In der sechsten Klasse besteht der Unterricht aus „Physik/Chemie Zusatz mit ITG-Vorbereitung des Praktikums ab Klasse 7 (Auswertung von Versuchen mit Excel, Präsentationen mit Powerpoint)“.
| Klassenstufe | Erstes Zusatzfach               | Zweites Zusatzfach              |
| ------------ | ------------------------------- | ------------------------------- |
| Sieben       | Biologie                        | Physik                          |
| Acht         | Physik                          | Chemie                          |
| Neun         | Biologie                        | Chemie                          |
| Zehn         | Fächerübergreifender Unterricht | Fächerübergreifender Unterricht |

### Ganztagsschule
Seit dem Schuljahre 2005/06 ist das Gymnasium eine Ganztagsschule. Seither gibt es jedes Jahr eine zusätzliche fünfte Klasse von die Ganztagsschule besuchenden Schülern, die immer die Nummer „5 g“ erhält. Dies ist insbesondere mit zusätzlichem Unterricht in den Hauptfächern und einigen Projekten, späterhin Arbeitsgemeinschaften, verbunden.

## Schulleiter
| Name               | Amtszeit                                                                            | Rang                                         | Bemerkungen                                                                      |
| ------------------ | ----------------------------------------------------------------------------------- | -------------------------------------------- | -------------------------------------------------------------------------------- |
| Joseph Donsbach    | 10. November 1825–22. September 1830                                                | k. A.                                        |                                                                                  |
| D. Louis           | 22. September 1830–29. August 1835                                                  | Subrektor (Studienlehrer)                    | Späterhin Direktor der Höheren Bürgerschule in Heidelberg                        |
| Wilhelm Kuby       | 9. Februar 1836–4. November 1848                                                    | Subrektor                                    |                                                                                  |
| August Resser      | 4. November 1848–21. Juli 1887                                                      | Subrektor                                    | Durch Stadtratsbeschluss vom 16. November 1888 zum Ehrenbürger der Stadt ernannt |
| Franz Hellfisch    | 8. Oktober 1887–nach 1895                                                           | Subrektor, seit dem Schuljahr 1895/96 Rektor |                                                                                  |
| Andreas May        | k. A.                                                                               | k. A. (vmtl. Rektor)                         |                                                                                  |
| Christian Frieß    | –1935 (Beginn k. A.)                                                                | Rektor                                       |                                                                                  |
| K. Dummler         | 1935–1. September 1937                                                              | Studiendirektor                              | Erste Amtszeit                                                                   |
| Fritz Hufnagel     | 1. September 1937–1. September 1939                                                 | k. A. (vmtl. Studiendirektor)                | Von Nürnberg nach Germersheim, später von Germersheim nach Frankenthal versetzt. |
| Suckfüll           | 1. September 1939–„nach einem Vierteljahr“                                          | Studiendirektor                              | Von Frankenthal nach Germersheim versetzt                                        |
| K. Dummler         | „[ein] Vierteljahr“ nach dem 1. September 1939–„Im zweiten Kriegsjahr“ (vmtl. 1940) | Studiendirektor                              | Zweite Amtszeit                                                                  |
| Konstantin Trammer | „Im zweiten Kriegsjahr“ (vmtl. 1940)–k. A.                                          | k. A. (vmtl. Studiendirektor)                | Von Danzig nach Germersheim versetzt                                             |
| K. Dummler         | k. A. (vmtl. September 1945–? 1946)                                                 | Studiendirektor                              | Dritte Amtszeit                                                                  |
| Maria Orth         | k. A. (vmtl. 1946)–Sommer 1948                                                      | k. A.                                        | Wohnhaft in Speyer                                                               |
| K. Dummler         | Sommer 1948–Ostern 1950                                                             | k. A. (vmtl. Studiendirektor)                | Vierte Amtszeit, beendet zu Pensionierung                                        |
| Keller             | Ostern 1950–September 1950                                                          | Oberstudienrat                               | Nur provisorischer Schulleiter                                                   |
| Weinacht           | September 1950–1. Oktober 1957                                                      | Studiendirektor                              | danach in Neustadt an der Weinstraße                                             |
| Paul Zimmermann    | 1. März 1958–12. Februar 1967                                                       | Oberstudiendirektor                          | Als Abteilungsleiter ins Kultusministerium Rheinland-Pfalz berufen               |
| Erich Hehr         | 24. Januar 1968–1985                                                                | Oberstudiendirektor                          |                                                                                  |
| Detlev Wehning     | 1985–1998                                                                           | Oberstudiendirektor                          | Gewechselt nach Speyer                                                           |
| Wolfgang Meißner   | 17. August 1999 –2013                                                               | Oberstudiendirektor                          |                                                                                  |
| Ariane Ball        | seit 2013                                                                           | Oberstudiendirektorin                        |                                                                                  |

## Sonstiges
- Die Schülerzeitung des Goethe-Gymnasiums existiert seit 1962. Sie wurde unter dem Namen „TamTam“ durch den Lehrer Dieter Rößler und dessen Schüler ins Leben gerufen. Ihr wurde 1965, 1966 und 1967 der erste Preis als beste Schülerzeitung in Rheinland-Pfalz, sowie 1966 und 1967 der internationale Fraternais-Preis zuerkannt. 2007 erhielt die TamTam den dritten Preis beim rheinland-pfälzischen Schülerzeitungswettbewerb. Seit 2008 heißt die Schülerzeitung „Goethes Blatt“ und erscheint 4-mal jährlich.[7]
- Sowohl Joseph Probst (* 30. Mai 1852 in Nesselwang; † 16. Mai 1899 in Würzburg) als auch Wolfgang Blanke (* 1948 in Münster, Westfalen) und Anne Roth (Künstlerin) (1962–2018) waren an der Schule als Lehrer tätig.
- Die erste Fremdsprache aller Schüler in der fünften Klasse ist Englisch, in der sechsten Klasse stehen Französisch und Latein zur Wahl, für die freiwillige dritte Sprache ist die jeweilige andere vorgesehen. Des Weiteren ist es möglich ab der neunten Klasse Spanisch, Latein oder Informatik als ein freiwilliges Fach zu wählen.